# John Bedford Lloyd
John Bedford Lloyd (New Haven (Connecticut), 2 januari 1956) is een Amerikaans acteur.

## Biografie
Lloyd begon zich te interesseren voor het acteren toen hij studeerde aan de Williams College in Williamstown (Massachusetts) toen een vriend van hem hem overhaalde om een rol te spelen in het toneelstuk One Flew Over the Cuckoo's Nest, dit veranderde zijn leven en besloot toen om acteur te worden. Hij veranderde zijn hoofdvak in Engels en speelde meer rollen op het toneel op school. Hierna ging hij studeren aan Yale-universiteit en studeerde af in drama. Na zijn studie verhuisde hij naar Manhattan (New York) en begon zijn acteercarrière op het toneel.
Lloyd begon in 1983 met acteren op televisie in de film Trading Places. Hierna heeft hij nog meerdere rollen gespeeld in films en televisieseries zoals The Edge of Night (1983), The Abyss (1989), Philadelphia (1993), Nixon (1995), All My Children (2001), The Bourne Supremacy (2004), Law & Order (1992-2005), 13 (2010) en Wall Street: Money Never Sleeps (2010).
Lloyd is in 1986 getrouwd en heeft twee kinderen.

## Filmografie

### Films
Selectie:
- 2018 The Front Runner - als David Broder
- 2010 Wall Street: Money Never Sleeps – als secretaris ministerie van Financiën
- 2010 13 – als Mark
- 2004 The Manchurian Candidate – als Jay Johnston
- 2004 The Bourne Supremacy – als Teddy
- 2001 Riding in Cars with Boys – als mr. Forrester
- 2001 Super Troopers – als burgemeester Timber
- 1995 Nixon – als Cubaanse man
- 1995 Fair Game – als rechercheur Louis Aragon
- 1993 Philadelphia – als Matt Beckett
- 1989 The Abyss – als Jammer Willis
- 1987 Tough Guys Don't Dance – als Wardley Meeks III
- 1983 Trading Places – als Andrew

### Televisieseries
Uitgezonderd eenmalige gastrollen.
- 2018 - 2022 Ozark - als Frank Cosgrove - 10 afl.
- 2020 Tommy - als Lou Woods - 3 afl.
- 2019 Gotham - als generaal Wade - 2 afl.
- 2014 - 2015 Madam Secretary - als Everard Burke - 2 afl.
- 2014 The Divide - als Victor Rosa - 5 afl.
- 2011 Blue Bloods – als Vincenzo – 2 afl.
- 2009 – 2010 Three Rivers – als dr. Yorn – 2 afl.
- 2001 All My Children – als Warren Dunn - ? afl.
- 2000 Spin City – als Wayne Sheridan – 2 afl.
- 1996 - 1998 Remember WENN – als Victor Comstock - 25 afl.
- 1996 Aliens in the Family – als Doug Brody – 8 afl.
- 1988 The Equalizer – als D.A. Francis Scanlon – 2 afl.
- 1985 Hometown – als Peter Kincaid – 10 afl.
- 1983 The Edge of Night – als Walter Gantz – 9 afl.

## Theaterwerk opBroadway
- 2003 Tartuffe – als Cleante
- 1999 – 2000 The Rainmaker – als Noah Curry
- 1990 Some Americans Abroad – als Philip Brown

- Gemeinsame Normdatei: 1037151925
- International Standard Name Identifier: 0000 0000 4227 5484
- Library of Congress Control Number: no99005456
- MusicBrainz: aec2efd6-891f-42a8-92f5-e1a62536e0a6
- Nationale Bibliotheek van Israël: 987007351895605171
- Virtual International Authority File: 75945152
- WorldCat: E39PBJfcQYDQ76KQw9v4FMGrbd